# West-Middelduits

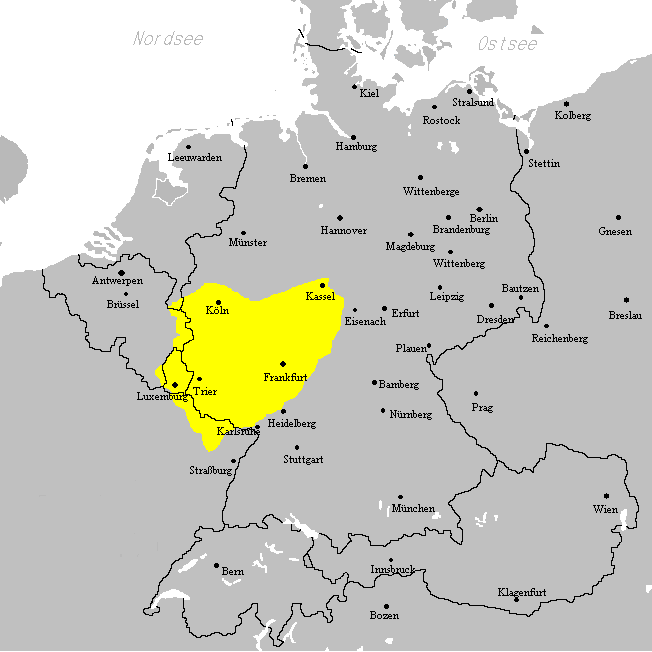
Het Westmiddelduitse taal- en dialectgebied

West-Middelduits (Duits: Westmitteldeutsch) is een met name binnen de Duitse taalkunde gangbare term, als overkoepelende benaming voor een vrij grote groep Frankische dialecten die voornamelijk worden gesproken langs de zuidelijke Nederrijn en de Mittelrhein. Al deze dialecten vormen samen met het Oost-Middelduits - dat weer bestaat uit Hoogsaksisch en Thürings - het Middelduits. 

## Onderverdeling
Het West-Middelduits wordt als volgt verder opgedeeld:
- Ripuarisch (Middelfrankisch)
- Moezelfrankisch (Middelfrankisch)
  - Lotharings Frankisch
  - Luxemburgs (Lëtzebuergesch)
  - Zevenburger Saksisch
- Rijnfrankisch
  - Paltsisch
    - Westpaltsisch (Rijnland-Palts en Saarland)
    - Voorpaltsisch (Rijnland-Palts en Frankrijk)
    - Keurpaltsisch (Baden-Württemberg)

  - Pennsylvania-Duits
  - Hessisch
    - Nordhessisch
    - Middelhessisch
    - Oosthessisch

## Kenmerken
Kenmerkend voor alle West-Middelduitse dialecten is dat ze slechts gedeeltelijk de Hoogduitse klankverschuiving hebben doorgemaakt, wat wil zeggen alleen de fases 1 en 4 van deze klankverschuiving. Als gevolg hiervan klinkt het Standaardduitse Apfel (appel) in Westmiddelduitse dialecten bijvoorbeeld als appel en Pfarrer (dominee) als Parre(r). In de Middelfrankische dialecten - die bijvoorbeeld in en in de omgeving van Trier en Keulen worden gesproken - wordt dat en et ("dat", "het") gezegd in plaats van das und es, net als in het Nederfrankisch.
De isoglosse die het Middelfrankisch van het Rijnfrankisch scheidt staat bekend als de Sankt Goarer-linie.
De Oost-Frankische en Zuid-Frankische dialecten - ten zuiden van de Spierse linie - hebben net als het Opperduits de Hoogduitse klankverschuiving volledig doorgemaakt, dus de fases 1, 2, 3 en 4.